# Быков, Иван Егорович
Иван Егорович Быков (5 июня 1927, Днепропетровск — 18 января 2010) — украинский советский актёр, поэт. Заслуженный артист Украинской ССР. (1968).

## Биография
В 1948 году Окончил Днепропетровское театральное училище.
С 1948 по 1951 работал актером Черновицкого музыкально-драматического театра им. Ольги Кобылянской.
C 1951 до 1959 года — актёр Луганского драмтеатра им. Николая Островского.
В 1960—1988 годах работал в Тернопольском музыкально-драматическом театре им. Тараса Шевченко.
Был актером с сильным героико-романтическим темпераментом, играл парней, военных, характерные роли.
Автор сборников юмористических стихов «Смехотерапия» (1998).
Занимался лозоплетением; был участником республиканских выставок прикладного искусства, лауреат всесоюзного выставки (1987).
Скончался 18 января 2010 года.

## Роли в театре
- Гнат («Обездоленная» Иван Карпенко-Карого)
- Михаила («Земля» Ольги Кобылянской)
- Султан («Роксолана» Павла Загребельного)
- Дорош («Синие росы» Николая Зарудного)
- Вернигора («Осада Буше» Михаила Старицкого)
- Никита («Дай сердцу волю, заведёт в неволю» Марка Кропивницкого)

## Фильмография
- 1956 — Кони не виноваты (короткометражный) — Рудый Панас
- 1956 — Моя дочь — эпизод
- 1969 — Андрей Рублёв — эпизод
- 1964 — Женитьба Бальзаминова — эпизод
- 1971 — Дай сердцу волю — заведёт в неволю (фильм-спектакль) — Никита